# Cyanotis lapidosa
Cyanotis lapidosa là một loài thực vật có hoa trong họ Commelinaceae. Loài này được E.Phillips mô tả khoa học đầu tiên năm 1928.